# Dyskografia MC Hammera
Dyskografia MC Hammera, amerykańskiego rapera, który zdobył sławę w latach 80. i na początku lat 90., twórcy przeboju U Can't Touch This. Sprzedał on 30 milionów płyt w samych Stanach Zjednoczonych.

## Albumy

### Albumy studyjne
| Rok  | Detale albumu                                                                             | Notowania | Notowania | Notowania | Notowania | Notowania | Notowania | Notowania | Notowania | Notowania | Notowania | Status                                                            |
| Rok  | Detale albumu                                                                             | US        | US R&B    | CAN       | AUS       | NZ        | NOR       | SWE       | AUT       | SWI       | UK        | Status                                                            |
| ---- | ----------------------------------------------------------------------------------------- | --------- | --------- | --------- | --------- | --------- | --------- | --------- | --------- | --------- | --------- | ----------------------------------------------------------------- |
| 1987 | Feel My Power - Wydany: 1987 - Wytwórnia: Bustin' (Track) or Bust It                      | –         | –         | –         | –         | –         | –         | –         | –         | –         | –         |                                                                   |
| 1988 | Let's Get It Started - Wydany: 28 września, 1988 - Wytwórnia: EMI/Capitol Records         | 30        | 1         | –         | –         | 39        | –         | –         | –         | 19        | 46        | - USA: 2× Platyna                                                 |
| 1990 | Please Hammer, Don’t Hurt ’Em - Wydany: 1 stycznia, 1990 - Wytwórnia: EMI/Capitol Records | 1         | 1         | 1         | 5         | 2         | 14        | 17        | 15        | 11        | 8         | - USA: Diament - Wielka Brytania: 2× Platyna - Kanada: 8× Platyna |
| 1991 | Too Legit to Quit - Wydany: 29 października 1991 - Wytwórnia: EMI/Capitol Records         | 2         | 3         | 15        | –         | 14        | –         | –         | –         | –         | –         | - USA: 3× Platyna - Wielka Brytania: Srebro - Kanada: 2× Platyna  |
| 1994 | The Funky Headhunter - Wydany: 1 marca 1994 - Wytwórnia: Gigant/Warner Bros.              | 12        | 2         | –         | –         | –         | –         | –         | –         | –         | –         | - USA: Platyna                                                    |
| 1995 | Inside Out - Wydany: 9 grudnia 1995 - Wytwórnia: Giant/Warner Bros.                       | 119       | 23        | –         | –         | –         | –         | –         | –         | –         | –         |                                                                   |
| 1998 | Family Affair - Wydany: 29 października 1998 - Wytwórnia: EMI                             | –         | –         | –         | –         | –         | –         | –         | –         | –         | –         |                                                                   |
| 2001 | Active Duty - Wydany: 20 listopada 2001* - Wytwórnia: World Hit Records                   | –         | –         | –         | –         | –         | –         | –         | –         | –         | –         |                                                                   |
| 2004 | Full Blast - Wydany: 31 stycznia 2004 - Wytwórnia: WorldHit Music Group                   | –         | –         | –         | –         | –         | –         | –         | –         | –         | –         |                                                                   |
| 2006 | Look Look Look - Wydany: 4 lipca 2006 - Wytwórnia: Full Blast Digital Music Group         | –         | –         | –         | –         | –         | –         | –         | –         | –         | –         |                                                                   |

### Kompilacje
| Year | Album              |
| ---- | ------------------ |
| 1995 | Greatest Hits      |
| 1998 | Back 2 Back Hits   |
| 2000 | The Hits           |
| 2008 | Platinum MC Hammer |

## Single
| Rok                                       | Single                                                                     | Notowania | Notowania | Notowania | Notowania | Notowania | Notowania | Notowania | Notowania | Notowania | Notowania | Notowania | Notowania | Notowania | Album                         |
| Rok                                       | Single                                                                     | US        | US R&B    | US Rap    | US Dan    | CAN       | UK        | AUS       | NZ        | NOR       | SWE       | NL        | AUT       | SWI       | Album                         |
| ----------------------------------------- | -------------------------------------------------------------------------- | --------- | --------- | --------- | --------- | --------- | --------- | --------- | --------- | --------- | --------- | --------- | --------- | --------- | ----------------------------- |
| 1988                                      | "Let's Get It Started"                                                     | –         | –         | –         | –         | –         | –         | –         | –         | –         | –         | –         | –         | –         | Feel My Power                 |
| 1988                                      | "Pump It Up"                                                               | –         | 46        | 5         | –         | –         | –         | –         | –         | –         | –         | –         | –         | –         | Let's Get It Started          |
| 1989                                      | "Turn This Mutha Out"                                                      | –         | 12        | 3         | 34        | –         | –         | –         | 31        | –         | –         | –         | –         | –         | Let's Get It Started          |
| 1989                                      | "They Put Me in the Mix"                                                   | –         | 40        | 5         | 40        | –         | –         | –         | –         | –         | –         | –         | –         | –         | Let's Get It Started          |
| 1990                                      | "U Can’t Touch This"                                                       | 8         | 1         | 2         | 6         | 8         | 3         | 1         | 1         | 6         | 1         | 1         | 5         | 2         | Please Hammer Don’t Hurt ’Em  |
| 1990                                      | "Have You Seen Her"                                                        | 4         | 4         | 9         | –         | –         | 8         | 42        | 4         | –         | 18        | 2         | 20        | 12        | Please Hammer Don’t Hurt ’Em  |
| 1990                                      | "Pray"                                                                     | 2         | 4         | 7         | 3         | 14        | 8         | 7         | 2         | 5         | 18        | 3         | 13        | 10        | Please Hammer Don’t Hurt ’Em  |
| 1990                                      | "Here Comes the Hammer"                                                    | 54        | 15        | 17        | 29        | –         | 15        | 37        | 6         | –         | –         | 19        | –         | –         | Please Hammer Don’t Hurt ’Em  |
| 1991                                      | "Yo!! Sweetness"                                                           | –         | –         | –         | –         | –         | 16        | –         | –         | –         | –         | –         | –         | –         | Please Hammer Don’t Hurt ’Em  |
| 1991                                      | "(Hammer Hammer) They Put Me in the Mix"                                   | –         | –         | –         | –         | –         | 20        | –         | –         | –         | –         | –         | –         | –         | Non-album song                |
| 1991                                      | "Too Legit to Quit"                                                        | 5         | 3         | 4         | 18        | –         | 60        | 43        | 4         | –         | –         | –         | –         | –         | Too Legit to Quit             |
| 1991                                      | "Addams Groove"                                                            | 7         | 15        | –         | 10        | –         | 4         | 12        | 9         | –         | –         | –         | –         | –         | Too Legit to Quit             |
| 1992                                      | "Do Not Pass Me By" (feat. Tramaine Hawkins)                               | 62        | 15        | –         | –         | –         | 14        | –         | 42        | –         | –         | –         | –         | –         | Too Legit to Quit             |
| 1992                                      | "This Is The Way We Roll"                                                  | 86        | 20        | –         | –         | –         | –         | –         | –         | –         | –         | –         | –         | –         | Too Legit to Quit             |
| 1994                                      | "Pumps and a Bump"                                                         | 26        | 21        | 3         | 34        | –         | –         | –         | 41        | –         | –         | –         | –         | –         | The Funky Headhunter          |
| 1994                                      | "It's All Good"                                                            | 46        | 14        | 3         | –         | –         | 52        | –         | 17        | –         | –         | –         | –         | –         | The Funky Headhunter          |
| 1994                                      | "Don’t Stop"                                                               | –         | 63        | 33        | 41        | –         | 72        | –         | –         | –         | –         | –         | –         | –         | The Funky Headhunter          |
| 1995                                      | "Straight to My Feet" (feat. Deion Sanders)                                | –         | –         | –         | –         | –         | 57        | –         | –         | –         | –         | –         | –         | –         | Uliczny wojownik (soundtrack) |
| 1996                                      | "Too Late Playa" (feat. Tupac Shakur, Big Daddy Kane, Nuttso, & Danny Boy) | –         | –         | –         | –         | –         | –         | –         | –         | –         | –         | –         | –         | –         | Too Tight                     |
| 2001                                      | "No Stoppin' Us (USA)"                                                     | –         | –         | –         | –         | –         | –         | –         | –         | –         | –         | –         | –         | –         | Active Duty                   |
| 2001                                      | "Pop Yo Collar"                                                            | –         | –         | –         | –         | –         | –         | –         | –         | –         | –         | –         | –         | –         | Active Duty                   |
| 2006                                      | "LOOK"                                                                     | –         | –         | –         | –         | –         | –         | –         | –         | –         | –         | –         | –         | –         | Look Look Look                |
| 2006                                      | "So Long"                                                                  | –         | –         | –         | –         | –         | –         | –         | –         | –         | –         | –         | –         | –         | Look Look Look                |
| 2008                                      | "Getting Back to Hetton"                                                   | –         | –         | –         | –         | –         | –         | –         | –         | –         | –         | –         | –         | –         | DanceJamtheMusic              |
| znakiem "–" oznaczono pozycje nienotowane |                                                                            |           |           |           |           |           |           |           |           |           |           |           |           |           |                               |